# 320 Katharina
Katharina è un asteroide della fascia principale. Scoperto nel 1891, presenta un'orbita caratterizzata da un semiasse maggiore pari a 3,0136604 UA e da un'eccentricità di 0,1131761, inclinata di 9,38108° rispetto all'eclittica.
Stanti i suoi parametri orbitali, è considerato un membro della famiglia Eos di asteroidi.
Il suo nome fu dedicato alla madre dello scopritore, Katharina.